# Jose Dalman
Jose Dalman là một đô thị cấp bốn ở tỉnh Zamboanga del Norte, Philippines. Theo điều tra dân số năm 2000, đô thị này có dân số 23.322 người trong 4.212 hộ.

## Các đơn vị hành chính
Jose Dalman, về mặt hành chính, được chia thành 18 khu phố (barangay).
| - Balatakan - Bitoon - Dinasan - Ilihan - Labakid - Lipay - Litalip - Lopero - Lumaping | - Madalag - Manawan - Marupay - Poblacion (Ponot) - Sigamok - Siparok - Tabon - Tamarok - Tamil |